# Bystrzyk błękitny
Bystrzyk błękitny, neon zielony (Paracheirodon simulans) – gatunek słodkowodnej ryby z rodzaju Paracheirodon należący do rodziny kąsaczowatych; bywa hodowany w akwariach.

## Występowanie
Zasiedla rzeki Ameryki Południowej (Brazylia, Kolumbia, Wenezuela) w dorzeczu rzeki Rio Negro (największy dopływ Amazonki). Po raz pierwszy zaobserwowano go w dopływie Rio Negro – Rio Lufaris. Spotykany w górnych odcinkach dorzecza wenezuelskiej rzeki Orinoko, w rzece Inírida.

## Opis
Wyglądem przypomina nieco neona Innesa. Górna część ciała przybiera kolory oliwkowo-zielone, zielonawe, niebieskozielone, bardziej błyszczące w okresie większego nasłonecznienia. Błyszczący pas (najdłuższy wśród gatunków z rodzaju Paracheirodon) przebiega przez jego ciało, od pyska poprzez oko aż do nasady płetwy ogonowej. W dolnej partii – w jej przedniej części – powierzchnia jest biaława, w tylnej przybiera barwy brązowo-czerwonego koloru.
Dorasta do 2,5–3 cm długości.

## Charakterystyka
Gatunek spokojny, towarzyski, chętnie przebywający w większej grupie, w środkowej lub dolnej strefie zbiornika.

## Dymorfizm płciowy
Trudny do ustalenia. Samice są nieco większe i pełniejsze w partii brzusznej.

## Warunki w akwarium
| Zalecane warunki w akwarium | Zalecane warunki w akwarium           |
| --------------------------- | ------------------------------------- |
| Zbiornik                    | średniej wielkości, min. 60 l         |
| Temperatura wody            | 23–27 °C                              |
| Twardość wody               | miękka                                |
| Skala pH                    | lekko kwaśna, 5,5–6,0                 |
| Pokarm                      | żywy, mrożony, niekiedy suchy         |
| Uwagi                       | podłoże ciemne, kryjówki wśród roślin |

## Tarło
Wymagania podobne jak w przypadku neona czerwonego i neona Innesa.